# Thingdawl Te Tlang
Der Thingdawl Te Tlang (auch: Thingdawlte Tlang) ist ein Berg in Bangladesch.

## Lage
Der Berg liegt im Südosten Bangladeschs in der Upazila Belaichori im Süden des zu den Chittagong Hill Tracts der Division Chittagong gehörenden Distrikts Rangamati in den Mizo Hills, einer Hügelkette, die einen südlichen Ausläufer des Himalaya bildet, etwa drei Kilometer westlich der Grenze zu Myanmar.
Die nächste bewohnte Siedlung ist das etwa zwei Kilometer westlich des Gipfels auf einer Höhe von 699 Meter gelegene Bergdorf Thingdawl Te Para, nach dem der Berg benannt ist.

## Höhe
Im Rahmen einer Exkursion des BD Explorer wurde im Dezember 2012 die Höhe des Thingdawl Te Tlang ermittelt. Die mit GPS gemessene Höhe betrug 3149 Feet (959 Meter). Bei einer weiteren Expedition mehrere Tage später wurde die Höhe zu 3133 Feet (955 Meter) gemessen. ACME Mapper gibt die Höhe des Berges mit 944 Meter an. Damit zählt der Thingdawl Te Tlang zu den zehn höchsten Erhebungen Bangladeschs.
Der nächstgelegene Berg, der höher ist als der Thingdawl Te Tlang, ist der acht Kilometer nördlich gelegene Mukhra Thuthai Haphong (954 m). Auch der etwa neun Kilometer nördlich gelegene Keokradong (980 m) ist höher als der Thingdawl Te Tlang, der sieben Kilometer westlich gelegene Kapital Hill  (933 m) und der zwei Kilometer nördlich gelegene Kreikung Taung (925 m) sind geringfügig niedriger.